# 翡翠明珠廣場

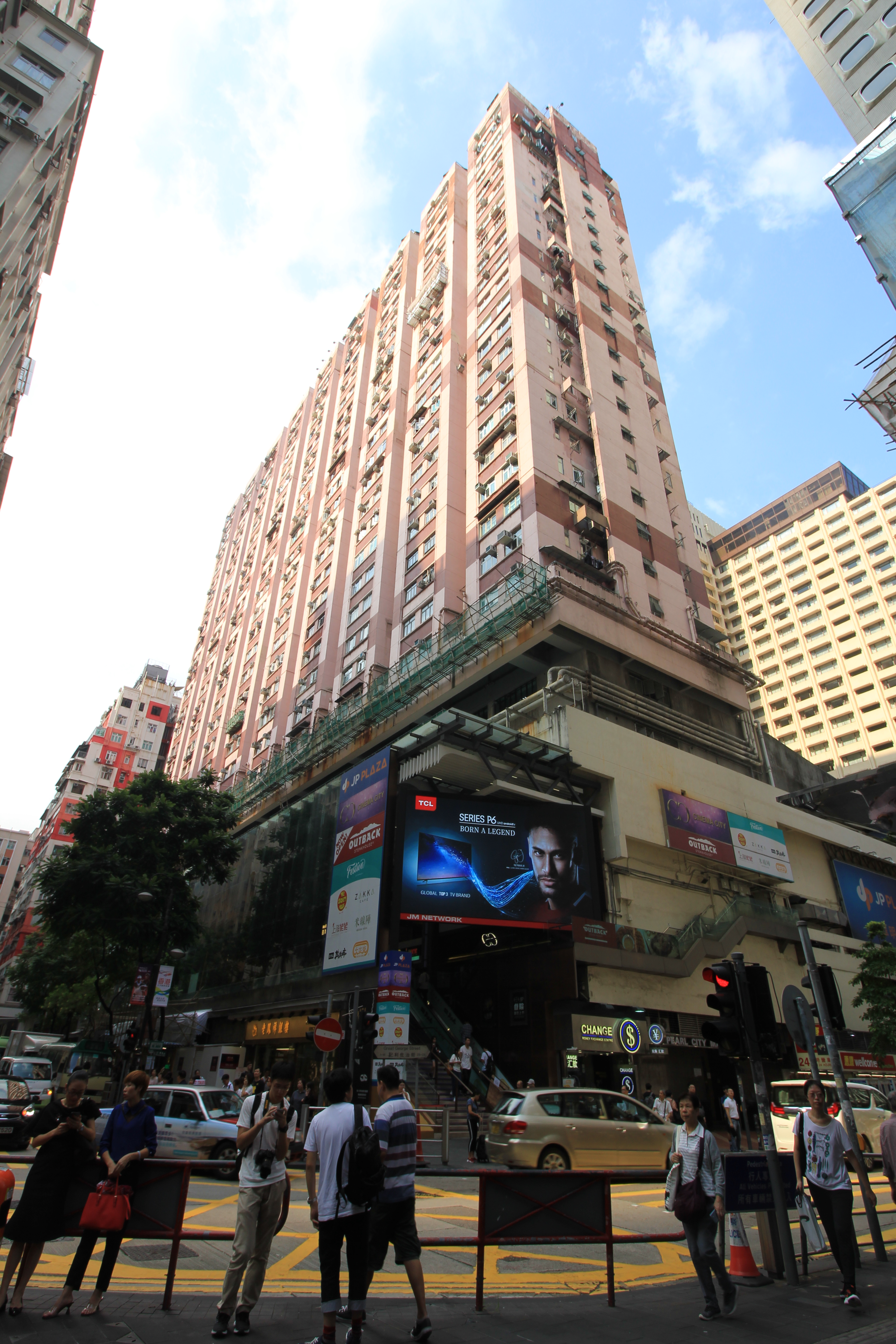
珠城大廈曾經是香港最高建築物

翡翠明珠廣場（英語：Jade & Pearl Plaza）是香港一座商場，位於香港島銅鑼灣百德新街22至36號，與記利佐治街交界，其上蓋為3座住宅大樓，統稱為珠城大廈（英語：Pearl City Mansion）。該處以昔日邵氏旗下的翡翠明珠戲院而著名。

## 歷史
珠城大廈與鄰近的恒隆中心和皇室大廈的位置，在1960年代前均為牛奶公司的製奶場及冰廠。

## 商舖
2000年代1樓部份至4樓分別開設一生任食、鳳城酒家、YUE SPA 及東湖海鮮酒家。
2015年，商場進行大翻新，其中2至4樓成為近40,000平方尺的HMV旗艦店，成為本港最大分店。店內除了唱片之外，亦引入音樂、生活用品，潮牌服裝、生活雜貨，更設有獨立音響體驗室及佔地近萬呎的餐廳。
2017年4月17日，MCL JP銅鑼灣戲院因租約期滿結業，原址開設Cinema City影院。同年10月，佔地近20,000呎大型美食廣場Festiva開業，設6家中、西及日式餐廳。包括連鎖快餐店大家樂、米線專門店米線陣、大阪天丼專門店丼丼亭、 上海姥姥、意粉屋及ZAKKA Café（2020年改為利華超級三文治）。
2018年12月，HMV破產後，旗艦店遂結束營業。“驚安之殿堂”唐吉訶德將承租有關舖位，佔地達48,000呎，於2020年7月7日開業。
2023年4月30日，Cinema CityJP戲院因租約期滿而結業，原址由影藝戲院接手並於同年6月7日開業。
2024年8月，Outback Steakhouse因業務重整結束香港9家分店，其中包括商場2樓分店。

## 圖片

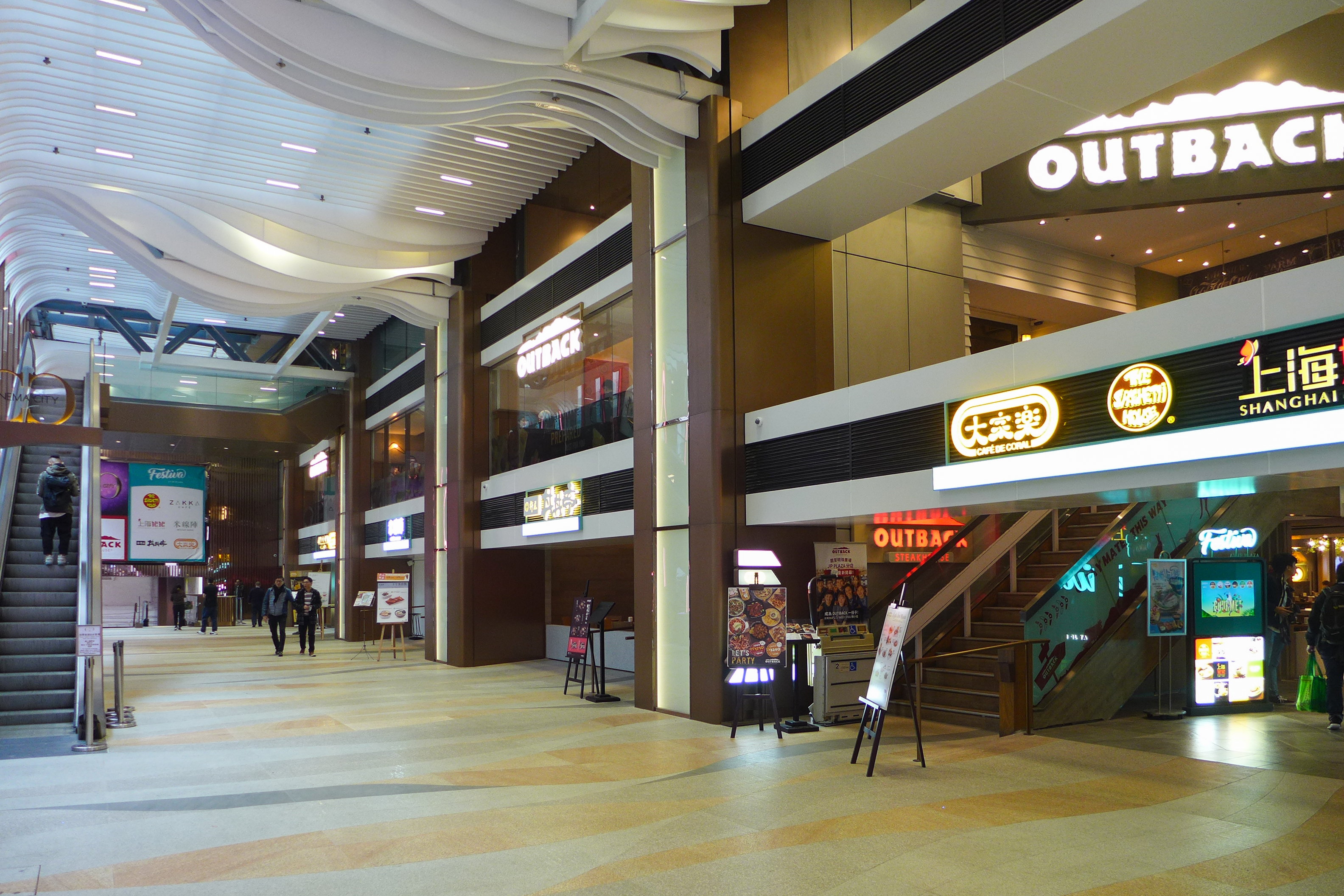
翻新後的入口中庭
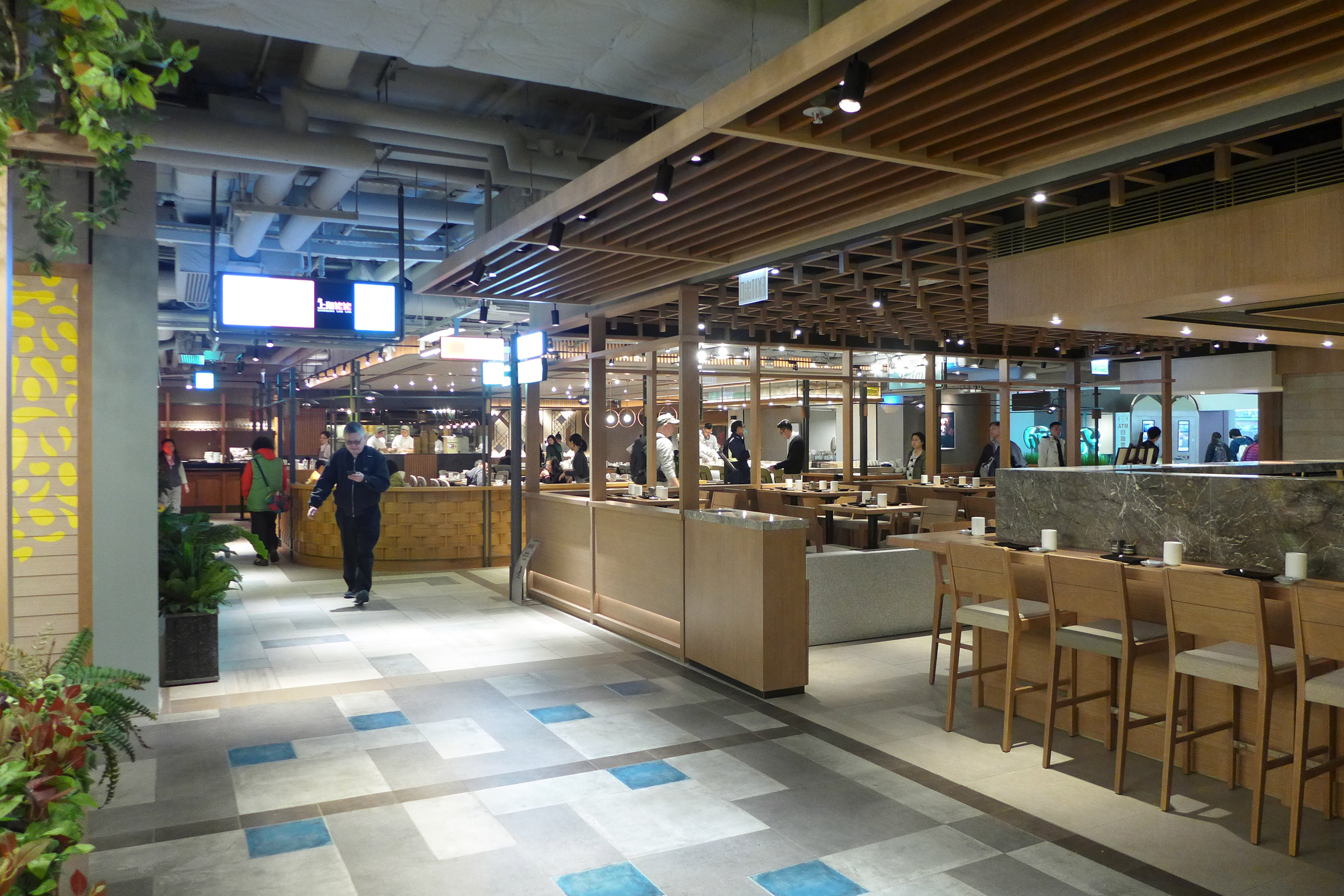
美食廣場Festiva在2017年10月開業
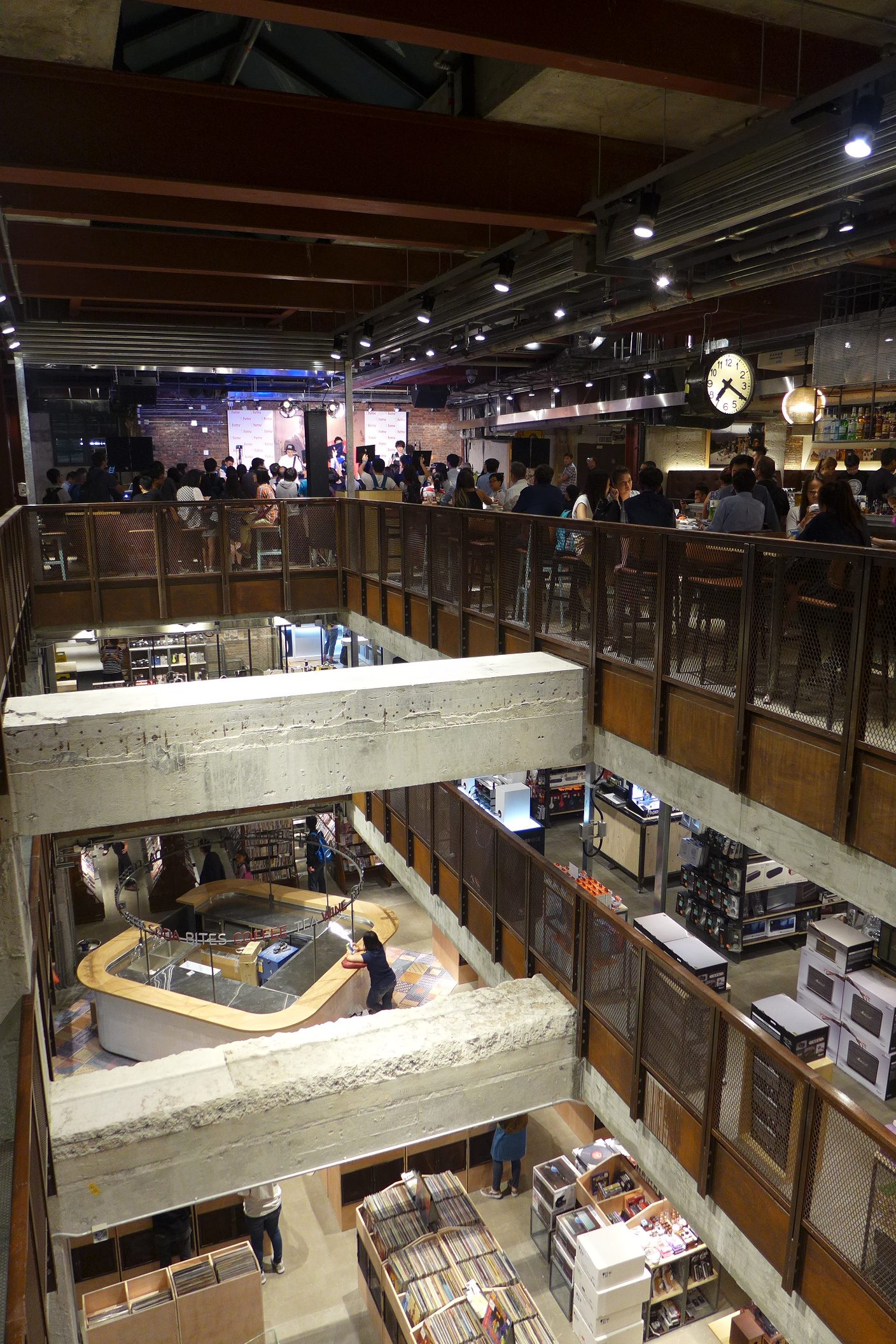
HMV一個貫穿3層樓的中庭，驚安之殿堂承租後，有關位置已經填平

## 鄰近建築
- 柏寧酒店
- 恆隆中心
- 皇室大廈
- Fashion Walk